# Den sidste støbning - en film om jernstøbning på Sæby Jernstøberi 1979.
Den sidste støbning - en film om jernstøbning på Sæby Jernstøberi 1979. er en dansk virksomhedsfilm fra 1981 instrueret af Lars Holst og Thomas W. Lassen efter manuskript af sidstnævnte.

## Handling
Dokumentarfilm om Sæby Jernstøberi og Maskinfabrik, der efter mere end 100 års virke ophørte med støbegodsproduktion. Filmen skildrer de sidste arbejdsdage på fabrikken.